# Birdseye
Birdseye – miasto w Stanach Zjednoczonych, w stanie Indiana, w hrabstwie Dubois.